# جورج هامل (لاعب كرة قدم)
جورج هامل (بالإنجليزية: George Hummel)‏ هو لاعب كرة قدم ناميبي، ولد في 9 فبراير 1976 في Mariental, Namibia ‏ في ناميبيا. شارك مع منتخب ناميبيا لكرة القدم. أما مع النوادي، فقد لعب مع لوخ إينيرجيا فلاديفوستوك ونادي جومو كوزموز ونادي هيلانك.

## وصلات خارجية
- جورج هامل على موقع ناشيونال فوتبول تيمز (الإنجليزية)
- جورج هامل على موقع Soccerway.com (الإنجليزية)
- جورج هامل على موقع عالم كرة القدم.نت (الإنجليزية)